# Giovanni Battista Cipriani
Giovanni Battista Cipriani, italijansko-angleški slikar in graver, * 1727, Firence, † 1785, Hammersmith.
Med letoma 1750 in 1753 je deloval v Rimu, nato pa se je preselil v Anglijo. Leta 1768 je postal ustanovitveni član Kraljeve akademije. 